# NGC 794
NGC 794 (również IC 191, PGC 7763 lub UGC 1528) – galaktyka eliptyczna (E-S0), znajdująca się w gwiazdozbiorze Barana. Odkrył ją William Herschel 15 października 1784 roku.